# Misshandlung von Schutzbefohlenen
Die Misshandlung von Schutzbefohlenen ist ein Körperverletzungsdelikt, das im deutschen Strafgesetzbuch (StGB) in § 225 StGB geregelt ist und die Schutzbefohlenen (in Obhut anderer Rechtssubjekte befindlichen Personen) betrifft.

## Allgemeines
Es handelt sich dabei nach gefestigter herrschender Meinung nicht um einen Qualifikationstatbestand, sondern um einen selbständigen Tatbestand.

## Tatbestand

### Gesetzliche Formulierung
Der Tatbestand des Delikts lautet:
(1) Wer eine Person unter achtzehn Jahren oder eine wegen Gebrechlichkeit oder Krankheit wehrlose Person, die

1. seiner Fürsorge oder Obhut untersteht,
2. seinem Hausstand angehört,
3. von dem Fürsorgepflichtigen seiner Gewalt überlassen worden oder
4. ihm im Rahmen eines Dienst- oder Arbeitsverhältnisses untergeordnet ist,

quält oder roh misshandelt, oder wer durch böswillige Vernachlässigung seiner Pflicht, für sie zu sorgen, sie an der Gesundheit schädigt, wird mit Freiheitsstrafe von sechs Monaten bis zu zehn Jahren bestraft.
(2) Der Versuch ist strafbar.
(3) Auf Freiheitsstrafe nicht unter einem Jahr ist zu erkennen, wenn der Täter die schutzbefohlene Person durch die Tat in die Gefahr

1. des Todes oder einer schweren Gesundheitsschädigung oder
2. einer erheblichen Schädigung der körperlichen oder seelischen Entwicklung

bringt.
(4) In minder schweren Fällen des Absatzes 1 ist auf Freiheitsstrafe von drei Monaten bis zu fünf Jahren, in minder schweren Fällen des Absatzes 3 auf Freiheitsstrafe von sechs Monaten bis zu fünf Jahren zu erkennen.
Die Höchststrafe beträgt in den Fällen des Absatz 3 gem. § 38 StGB fünfzehn Jahre.

### Tatbestandsmerkmale

#### Voraussetzungen
Der Tatbestand einer Misshandlung von Schutzbefohlenen nach § 225 StGB liegt vor bei:
- Quälen: Zufügen länger dauernder oder sich wiederholender Schmerzen oder Leiden körperlicher oder seelischer Art[2];
- Misshandeln: Rohem (d. h. besonders gefühlloses und erhebliches) Misshandeln[3];
- Vernachlässigen: Gesundheitsschädigung aus böswilligen, d. h. aus besonders verwerflichen, selbstsüchtigen Gründen (etwa Hass, Bosheit, Geiz, rücksichtsloser Egoismus)[4].

Leichtere Misshandlungen und Vernachlässigung aus anderen Gründen (z. B. Gleichgültigkeit) können als Körperverletzung bzw. Verletzung der Fürsorge- oder Erziehungspflicht (auch ohne Gesundheitsschädigung) bestraft werden.

#### Opfer
In den Schutz des § 225 StGB sind nur besonders schützenswerte Personengruppen einbezogen. Dies sind einerseits alle Personen unter 18 Jahren und andererseits Personen, die wegen Gebrechlichkeit oder wegen Krankheit wehrlos sind. Dabei kann die Wehrlosigkeit auch nur vorübergehend sein.

#### Täter
Der Täter muss eine Sorgepflicht für die genannte Person innehaben. Diese Sorgepflicht wird nicht allein durch die übliche Fürsorge und Obhut des Täters begründet. Damit sind insbesondere Eltern, Pflegeeltern, Betreuer, Pflegepersonal, Beamte im Vollzug vom Täterbegriff umfasst. Aber auch die Hausgemeinschaft begründet die Sorgepflicht. Die Hausgemeinschaft umfasst daneben auch die Lebensgefährten und Lebenspartner. Das Sorgepflichtverhältnis kann auch faktischer Natur sein, wenn der Verletzte durch den Fürsorgepflichtigen an den Täter überlassen wurde. Dabei ist das Einvernehmen mit dem Fürsorgepflichtigen notwendig. Letztlich werden Dienst- und Ausbildungsverhältnisse genannt. Ergänzend muss daher von diesem Straftatbestand auf § 58 Jugendarbeitsschutzgesetz hingewiesen werden. Die Verletzung muss jedoch im Rahmen des Verhältnisses zwischen (jugendlichem) Arbeitnehmer und Arbeitgeber geschehen.

#### Tathandlungen
Gemeinhin wird angenommen, dass die Tatbestandsverwirklichung auch durch Unterlassen begangen werden kann.
Das Quälen ist nach der Rechtsprechung die Verursachung länger andauernder oder wiederholender Schmerzen oder Leiden. Es kommt dabei auf die kausale Verknüpfung von Täterverhalten und Schmerzen oder Leiden an. Umfasst ist davon jedoch auch die seelische Misshandlung. Dabei ist die bösartige Gesinnung über den Vorsatz hinaus nicht erforderlich. Problematisch ist dabei die Beurteilung der Länge des Quälens. Nach Auffassung des Bundesgerichtshofs reicht bereits ein kurzzeitiges Einsperren mit Todesangst beim Opfer aus.
Das rohe Misshandeln ist dann gegeben, wenn die Misshandlung aus einer gefühllosen und gleichgültigen Gesinnung gegenüber den Leiden des Opfers erfolgt. Das Merkmal "roh" lässt sich nur schwer zwischen objektivem und subjektivem Tatbestand abgrenzen. Es wird gemeinhin angenommen, dass der Täter bei einer Fehlbeurteilung des Merkmals "roh" einem unbedeutenden Subsumtionsirrtum unterliegt. Diese gefühllose Gesinnung muss nicht dauerhaft sein. Eine augenblickliche gefühllose Gesinnung wird aber ebenfalls abgelehnt.
Die Gesundheitsschädigung durch böswillige Vernachlässigung von Sorgepflichten liegt vor, wenn sich der Täter aus Motiven wie Hass, Sadismus, Geiz oder Eigennutz gegen die Sorgepflicht auflehnt. Aber auch das Verwahrlosen lassen wird vom Tatbestand umfasst. Hinsichtlich dieses Tatmerkmales ("böswillig") reicht der ansonsten hinreichende bedingte Vorsatz nicht aus.

### Rechtfertigungsgründe
Wie die übrigen Körperverletzungsdelikte ist die Einwilligung bis zur Grenze der Sittenwidrigkeit zulässig. Die herrschende Meinung lässt die Einwilligung jedoch nur ausnahmsweise zu, da die Tatbestandsmerkmale des § 225 StGB eine Sittenwidrigkeit bereits implizieren. Eine Rechtfertigung durch das elterliche Züchtigungsrecht oder das Züchtigungsrecht durch Lehrer o. ä. ist nach § 1631 Abs. 2 BGB und dem allgemeinen Gebot gewaltfreier Erziehung nicht mehr möglich.

### Versuch
Seit dem Inkrafttreten des 6. Strafrechtsreformgesetzes am 1. April 1998 auch der Versuch wie bei allen übrigen vorsätzlichen Körperverletzungsdelikten (mit Ausnahme von § 231 StGB) strafbar. Liegt ein Tatbestandsirrtum im § 225 StGB beim Täter vor, indem er sich Umstände vorstellt, die den § 225 StGB verwirklichen würden, wäre § 223 StGB vollendet und § 225 nur versucht.

### Qualifikationen
Die Qualifikationen des § 225 StGB sind die Gefahr der schweren Gesundheitsschädigung, die Entwicklungsgefährdung oder die Gefahr des Todes. Letztere liegt nur bei einer konkreten Lebensgefährdung vor, wenn der Täter die Abwendung nicht mehr steuern kann. Das kann auch durch den Selbstmordversuch des Opfers gegeben sein. Die Gefahr der schweren Gesundheitsschädigung steht nach einigen Auffassungen im Konflikt mit dem verfassungsrechtlichen Bestimmtheitsgebot des Art. 103 Abs. 2 GG. 
Die schwere Gesundheitsschädigung wird meist über den Tatbestand des § 226 StGB hergeleitet. Der Begriff des § 225 StGB ist jedoch weiter zu verstehen und geht eher von einem Laienverständnis der schweren Gesundheitsschädigung aus. Die Gefahr muss jedoch wiederum konkreter Natur sein. 
Die Entwicklungsgefährdung im Sinne der Gefahr der Schädigung der körperlichen und seelischen Entwicklung ist mit der Vorschrift des § 171 StGB (Verletzung der Fürsorge- oder Erziehungspflicht) vergleichbar. Die Schädigungsgefahr muss ebenfalls konkret sein.

### Verjährung
Die Verjährungsfrist dauert in den Fällen des Absatzes 1 fünf Jahre, bei Absatz 3 zwanzig Jahre, bei Absatz 4 sind die vorgenannten Fristen maßgeblich (§ 78 Absatz 3 und 4 StGB). Der Lauf der Verjährungsfrist für Misshandlung von Schutzbefohlenen beginnt gemäß § 78b StGB erst ab der Vollendung des 30. Lebensjahres des Opfers; bei älteren Opfern mit Beendigung der Tat (bei Taten nach Absatz 1, die vor dem 1. Oktober 1999 begangen wurden, begann die Verjährungsfrist auch bei jüngeren Opfern mit Beendigung der Tat, bei Taten nach Absatz 1, die vor dem 30. Juni 2003 begangen wurden, mit dem 18. Geburtstag des Opfers). 

## Kriminologie
Während die Kriminalstatistiken nur von geringen Fallzahlen sprechen, ist doch phänomenologisch von einem großen Dunkelfeld auszugehen, da die Delikte sich im Bereich von hermetischen Kreisen (Familie, Heim, Krankenhaus) abspielen, die dem Zugriff des Staates nur schwer unterliegen.